# Sadr City

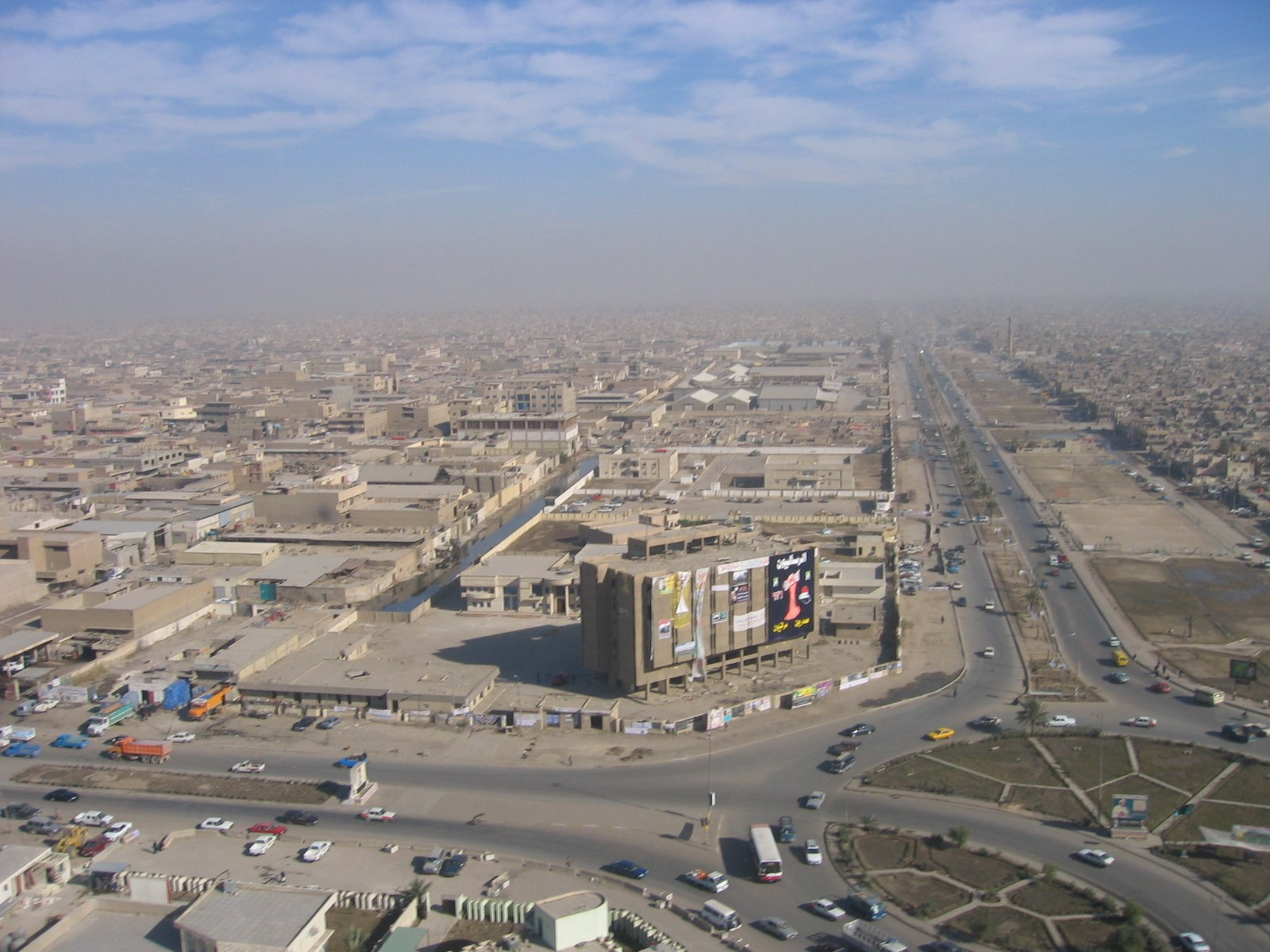
Sadr City

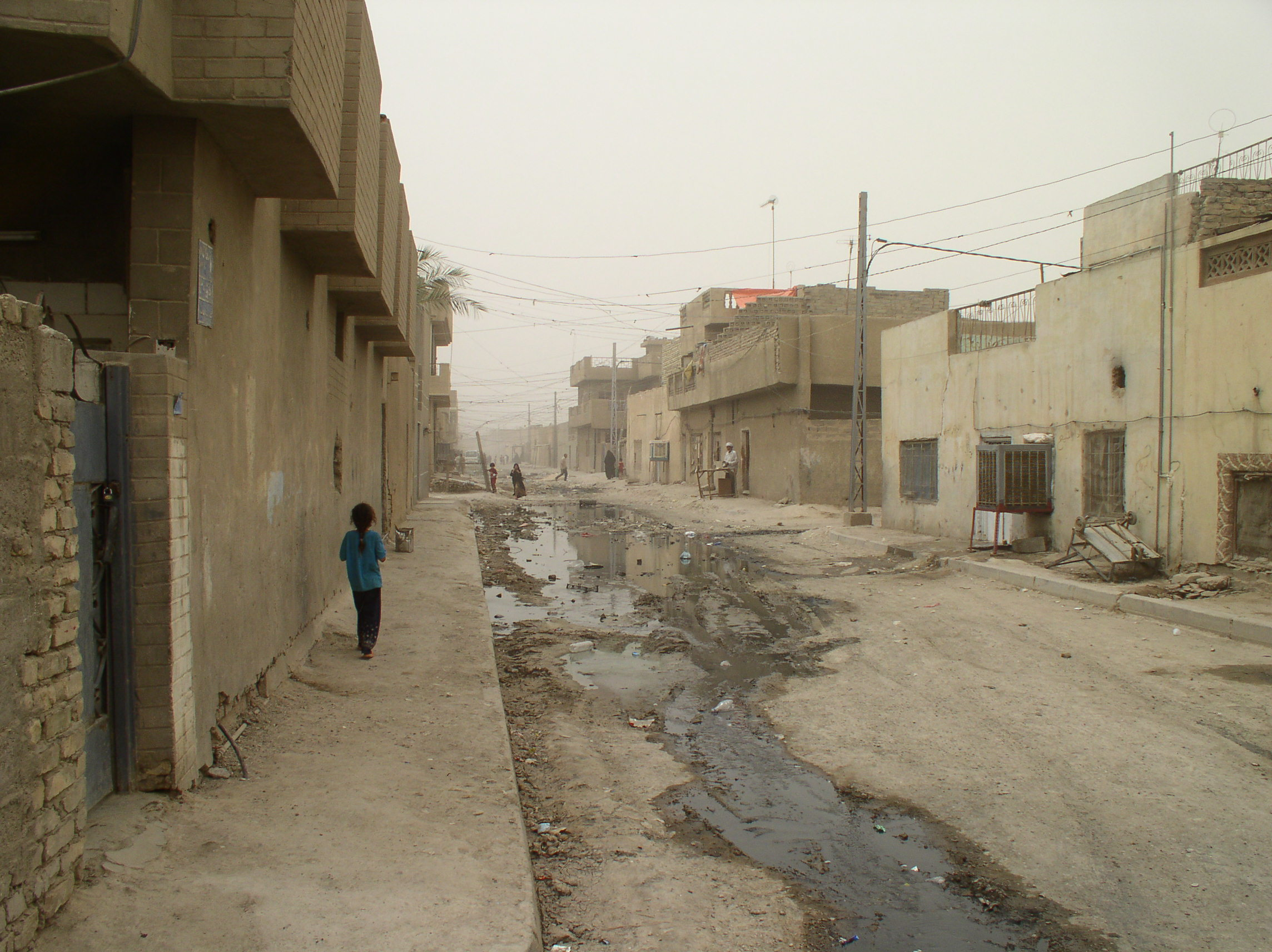
Straat in Sadr City

Sadr-stad (Arabisch: مدينة الصدر الثاني, Madīnat as-Sadr ath-thānī), beter bekend onder de Engelse naam Sadr City, is een enorme, arme wijk met sjiitische moslims in het noordoosten van de Iraakse hoofdstad Bagdad. De wijk stond vroeger bekend als Saddam-stad (Saddam City) en Al Thawra.
De wijk is de thuisbasis van de militante geestelijke Muqtada al-Sadr en er wonen zo'n twee miljoen sjiitische moslims.
Na de val van Bagdad in april 2003, claimden de inwoners, die lang geleden hadden onder slecht bestuur ten tijde van Saddam Hoessein (een soenniet), een zekere mate van autonomie. Daarbij horen hun eigen politie, klinieken en voedselverdeling. Op dat moment werd de stad hernoemd tot Sadr-stad. De stad was vooral tussen 2004 en 2008 een bolwerk van sjiitisch verzet tegen de Coalitie en de nieuwe Iraakse regering. Uiteindelijk is een status quo bereikt waarbij de regeringstroepen in de straten van Sadr City kunnen patrouilleren maar de bevolking grotendeels de eigen zaken mag behartigen. Nadien werd de stad, met name na de opkomst van de Islamitische Staat, het doelwit van radicaal-soennitische terreuraanslagen.
De stad wordt schijnbaar bestuurd door lokale sjiitische geestelijken, die beweren orders te ontvangen van hogere geestelijken uit Najaf. Over de toekomst van het bestuur in de wijk is nog niets bekend.